# The Palisades

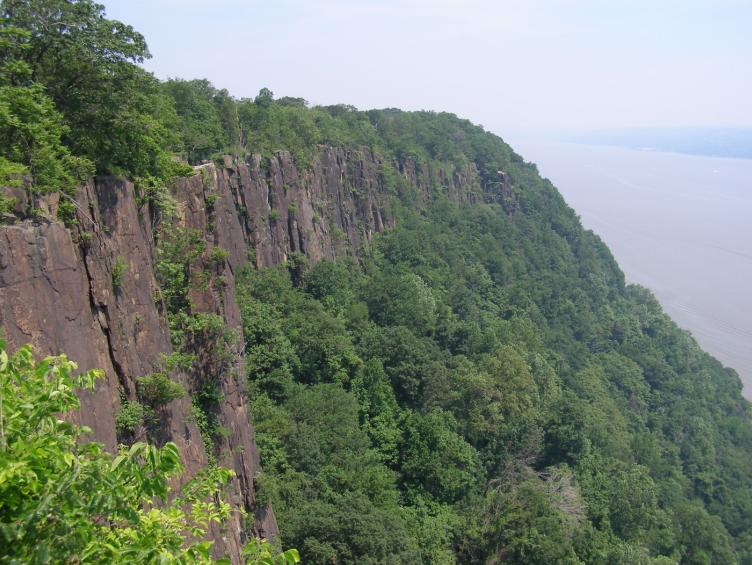
The Palisades viste dalla Palisades Interstate Parkway. L'Hudson è sulla destra.

The Palisades, dette anche New Jersey Palisades o Hudson Palisades (alcune porzioni sono anche chiamate Bergen Hill), sono una serie di falesie situate sulla riva destra del fiume Hudson, nel nord-est del New Jersey e il sud dello stato di New York, negli Stati Uniti. Si estendono da Jersey City a Nyack, elevandosi verticalmente per un'altezza tra 107 e 168 metri. Sono anche il maggior rilievo della regione di New York.